# Ileostomia
Una ileostomia és un estoma (obertura quirúrgica) construïda amb l'extrem o un bucle de l'ili (al final de l'intestí prim) formada per la fixació amb una sutura amb la pell a través d'una incisió en la paret abdominal anterior. Els residus intestinals surten per la ileostomia i es recullen amb un dispositiu de bossa d'ostomia, que s'adhereix a la pell. Les ileostomías estan situades en general per sobre de l'engonal al costat dret de l'abdomen.

## Raons per tenir una ileostomia
Les ileostomies són necessàries quan una lesió quirúrgica o una malaltia fan que l'intestí gros sigui incapaç de processar de manera segura residus intestinals, en general pel fet que el còlon s'ha eliminat parcialment o totalment.
Malalties de l'intestí gros que poden requerir l'extirpació quirúrgica inclouen la malaltia de Crohn, la colitis ulcerosa, la poliposi adenomatosa familiar, i la malaltia de Hirschsprung amb afectació total de còlon. Una ileostomia també pot ser necessària en el tractament del càncer colorectal.